# Excitatie (kwantummechanica)

Excitatie van een elektron door opname van de energie van een foton

Excitatie is een natuurkundige term voor het tijdelijk verhuizen van een elektron van een schil naar een andere schil, die hoger in het energiespectrum ligt, binnen hetzelfde atoom.
Een atoom bestaat uit een positief geladen kern (bestaande uit: protonen en neutronen), met daar rond één of meerdere elektronenschillen die negatief geladen elektronen bevatten. Het atoom is elektrisch neutraal, er zijn dus evenveel protonen als elektronen. Als er elektromagnetische straling (zoals licht) van een bepaalde golflengte op een atoom wordt geschenen neemt het elektron de stralingsenergie op. De minimale hoeveelheid energie die nodig is om zich te verplaatsen naar een hogere schil is de excitatie-energie. Indien er voldoende energie opgenomen wordt, exciteert het elektron. Dit elektron is echter geen vrij elektron: het atoom als geheel blijft dus neutraal, maar bevindt zich dan in een zogenaamde aangeslagen toestand.
Excitatie van een atoom is niet met elke willekeurige energie mogelijk. Alleen energieniveaus die overeenkomen met bepaalde kwantumgetallen zijn mogelijk. Deze energieniveaus zijn dus kwantummechanisch bepaald.
Wanneer het elektron uit de aangeslagen toestand weer terugvalt, treedt emissie op van elektromagnetische straling. Deze geëmitteerde straling heeft dezelfde golflengte als de straling waarmee het elektron geëxciteerd is. Emissie is dus het omgekeerde proces van (stralings)excitatie.
Een elektron kan op een vergelijkbare manier geëxciteerd worden door botsingen met deeltjes met massa, zoals andere elektronen. Men spreekt dan van botsingsexcitatie. Het principe is hetzelfde. Botsingsexcitatie ligt ten grondslag aan de werking van een tl-buis.